# Ciment

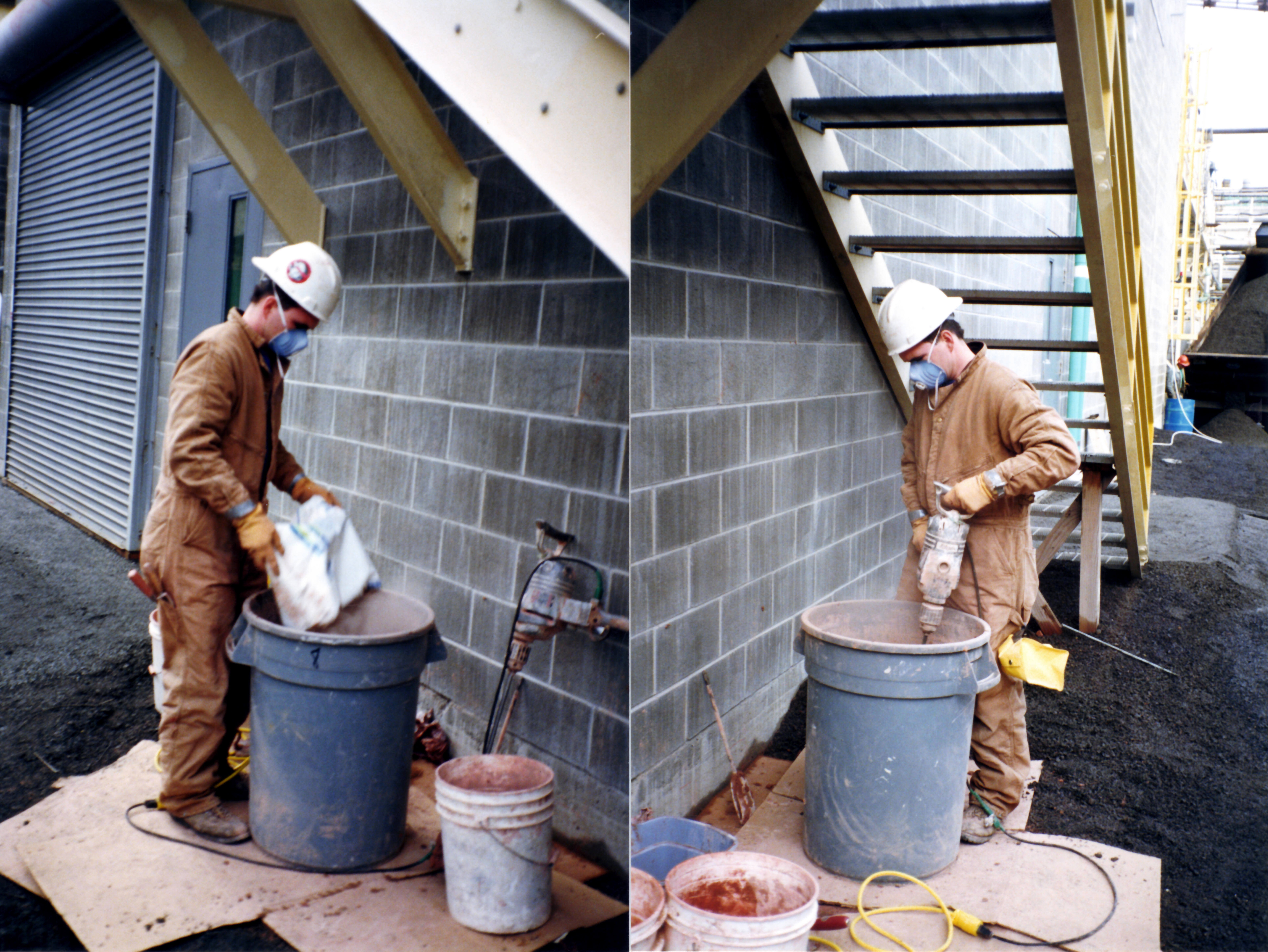
Un muncitor afișat în două ipostaze-în prima el toarnă într-o găleată ciment și apă, iar în a doua le amestecă pentru a face mortar

Cimentul este un material de construcție în formă de pulbere fină, fabricat prin măcinarea clincherului și care, în contact cu apa, face priză și se întărește. După întărire, își menține rezistența și stabilitatea, chiar și sub apă.
Cimentul este folosit în principal pentru producerea de mortar și beton.

## Istoric
Prima formă de ciment a fost descoperită de către romani. Aceștia înlocuind calcarul cu marne și marnocalcare în cuptoarele de obținere a varului și crescând temperatura de ardere, au obținut un material care, fin măcinat și amestecat cu cenușă vulcanică, este considerat primul ciment din istorie (caementum). Amestecul s-a numit și ciment puzzolanic după numele localității Pouzzolli de lângă Vezuviu, de unde s-a exploatat prima dată cenușa vulcanică.

## Fabricare
Producția cimentului începe în cariera de calcar, cu excavarea pietrei de calcar și a argilei. Apoi, acestea sunt sfărâmate în bucăți de mărimea unei monede.
Aceste materii prime, împreună cu un material care are aport de fier, sunt omogenizate într-o pudră, numită ”făină brută”. Făina brută este încălzită la o temperatură de 1.450 ˚C. Temperatura înaltă transformă făina într-un material nou, numit clincher.
Clincherul este răcit brusc, fiind apoi măcinat împreună cu gipsul într-o pulbere fină. Acesta este cimentul Portland. Pentru obținerea diferitelor tipuri de ciment se adaugă zgură și/sau cenușă de termocentrală (material ce rezultă din arderea cărbunelui sau a altor materiale de proveniență minerală).

## Utilizare
Prin amestecul cimentului cu nisip, pietriș, alți aditivi și apă obținem beton – cel mai folosit material de construcții din lume.

## Riscuri principale pentru sănătate
- Iritația pielii produsă de cimentul proaspăt, putând conduce la arsuri, la deshidratarea pielii și la apariția crăpăturilor la nivelul epidermei;
- Eczema de contact, determinată de prezența cromului hexavalent (crom VI) și a cobaltului în cimenturi;
- Iritații oculare în caz de stropire cu ciment în ochi;
- Rinite provocate de inhalarea cimentului uscat.

## În România
În anul 2004, vânzările anuale erau de aproximativ 5 milioane tone, ceea ce corespundea unei valori de aproximativ 250 milioane euro,
iar prețul mediu pe tona de ciment la intern era de circa 50 - 52 euro, fiind la un nivel stabil în ultimii ani.. Menținerea unor prețuri ridicate la ciment de către cei trei mari jucători i-a determinat pe unii constructori să cumpere ciment mai ieftin din import, astfel că importurile de ciment, în special cele din Ucraina, au avut o ascensiune puternică pe piața romanească de profil.
În anul 2005, piața de ciment era evaluată la 300 milioane euro,
reprezentând 5-6% din totalul pieței de construcții.
În anul 2008, producția de ciment a fost de 10,7 milioane tone.
În anul 2007, producția de ciment a fost de 10 milioane de tone, iar consumul a fost de 464 kilograme pe cap de locuitor, față de 280 kg ciment pe cap de locuitor în 2005.
În anul 2009, consumul de ciment a depășit cu puțin 8 milioane de tone, din care 7,8 milioane tone au fost produse pe piața locală, restul de 270.000 de tone fiind din import.
În anul 2010, piața cimentului a fost evaluată la 500 de milioane de euro.
În anul 2012, producătorii de ciment din România dispuneau de o capacitate totală de producție de circa 16 milioane tone, însă lucrau la mai puțin de jumătate din această capacitate.
În anul 2011, producția locală s-a ridicat la 7,6 milioane tone.
În anul 2013, piața de ciment era sectorul economic cu cel mai redus grad de concurență, producția fiind dominată de trei mari companii: francezii de la Lafarge, nemții de la HeidelbergCement și elvețienii de la Holcim.
În anul 2014, piața locală a cimentului era evaluată la circa 500-600 de milioane de euro.

## Legături externe
- Energetically Modified Cement
- Cement's basic molecular structure finally decoded (MIT, 2009) Arhivat în 21 februarie 2013, la Wayback Machine.
- British Cement Association (UK)
- Cembureau (EU) Arhivat în 4 iulie 2010, la Wayback Machine.
- Portland Cement Association (US)
- Verein Deutscher Zementwerke e. V. (VDZ), (Germany) Arhivat în 19 iulie 2011, la Wayback Machine.
- Carbon dioxide emission from the global cement industry (in 1994)[nefuncțională]
- World Business Council for Sustainable Development: Cement Sustainability Initiative Arhivat în 18 decembrie 2011, la Wayback Machine.
- How is Cement Made? Flash Animation
- Cement by the Barrel and Cask, Concrete in Australia, 26 3: 10–13, 2000
- Chemistry of Concrete at The Periodic Table of Videos (University of Nottingham)